# Kruhoočko velké
Kruhoočko velké (Zosterops strenuus) je vyhynulý druh pěvce žijící na ostrově Lorda Howa (byl to tamní endemit) z čeledi kruhoočkovití (Zosteropidae) a rodu Zosterops. Někdy je zařazeno jako poddruh jiného kruhoočka – kruhoočka tenkozobého (Zosterops tenuirostris). Druh popsal John Gould v roce 1855. Exemplář kruhoočka mu zaslal skotský přírodovědec John MacGillivray, pobývající na ostrově roku 1853, souběžně s exemplářem kruhoočka zahradního (Zosterops tephropleurus).

## Popis
Jednalo se o velký druh kruhoočka, rozpětí jeho křídel mohlo dosáhnout až sedmi centimetrů. Sám Gould jej okomentoval jako „největší ze všech kruhooček” a zvolil pro něj vědecké jméno Zosterops strenuus, přičemž strenus pochází z latiny a znamená mocný. U druhu nebyl vyvinut výrazný pohlavní dimorfismus. Hřbet kruhoočka byl olivový až olivově hnědý, spíše šedavý na horní části zad, hlava byla olivová. Šedohnědý byl potom spodek těla, vyjma žlutého hrdla a ocasu a světlého břicha. Končetiny měly barvu modrošedou, zobák byl modročerný. Duhovky byly zabarveny hnědě a kolem očí se potom vyvinul typický znak pro tento druh – bělavé kroužkování.

## Biologie
Kruhoočko velké žilo na ostrově Lorda Howa. Jednalo se o tamní endemit. Osídlilo různá prostředí, která obývala kruhoočka stále, nemigrovala. Vyskytovala se například v lesích, avšak mohla žít i v otevřených oblastech. Nevyhýbala se ani lokalitám, které obsadili lidé. Ptáci tvořili menší hejna, jež se mohla spojovat s kruhoočky australopacifickými (Zosterops lateralis). Stravu těmto ptákům poskytoval hmyz a ovoce. Výjimkou nebylo ani krmení se na ovoci pěstovaném lidmi. Jídelníček mohla doplňovat i jiná potrava včetně vajec ostatních druhů ptáků. Kruhoočko hnízdilo například na palmách náležících k druhu Howea forsteriana. Samice kladla do šálkovitého hnízda z rostlinného materiálu (vlákna palem a jiné) dvě až tři vejce modrého zbarvení.

## Vyhynutí
Kruhoočko velké představovalo na ostrově Lorda Howa hojný druh, a to až do té míry, že bylo místními farmáři považováno za škůdce. Roku 1918 zde však došlo ke ztroskotání lodi SS Makambo, ze které během následujících devíti dnů osídlily ostrov nepůvodní krysy (Rattus rattus); právě jejich introdukci se před havárií místní úřady snažily zabránit. Od roku 1918 populace kruhooček nabrala klesající tendenci a do deseti let druh vymizel zcela. Mezinárodní svaz ochrany přírody jej za vyhynulý uznal o šedesát let později, roku 1988.